# Movimiento sindical

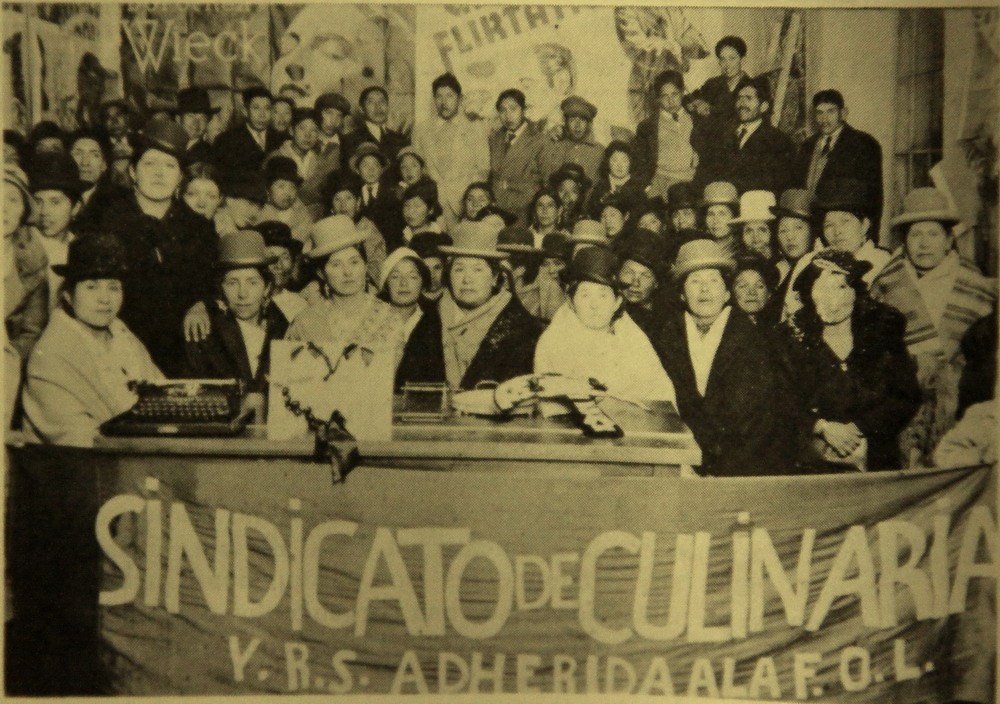
Sindicato de Culinarias, La Paz, Bolivia (1937)

El movimiento sindical o sindicalismo es la parte del movimiento obrero que se organiza mediante sindicatos, una organización que reúne a los trabajadores a partir del trabajo que desempeñan con el fin de defender sus intereses comunes ante, los empleadores y los gobiernos, aparecida en el siglo XIX. 
Sindicato y gremio son palabras habituales para designar las organizaciones de los trabajadores con el fin de representar colectivamente los intereses de la clase obrera. En inglés se utiliza «union» o «trade union».
El movimiento sindical está organizado en ámbitos nacionales e internacionales, mediante organizaciones sectoriales (por empresa, oficio o industria) o generales (centrales).
Se caracteriza por el aspecto colectivo de su actuación. En los conflictos laborales, el movimiento sindical suelen recurrir a la huelga (sectorial o general), como mecanismo colectivo de presión. El movimiento sindical utiliza la negociación colectiva cuando articula sus reclamos con las patronales, y el diálogo social cuando interactúa de manera tripartita o multipartita con el Estado. Cuando concluye acuerdos con las patronales toman la forma de convenios o contratos colectivos de trabajo. Internacionalmente, los sindicatos sectoriales internacionales y las empresas multinacionales suelen negociar acuerdos marco internacionales.
El movimiento sindical integra la Organización Internacional del Trabajo (OIT), organismo de las Naciones Unidas cogobernado de manera tripartita por los Estados, las asociaciones patronales y los sindicatos.
El movimiento sindical está amparado por el sistema de derechos humanos que garantiza la libertad sindical.

## Historia del movimiento sindical

### Primeros años
La forma inicial de organización del movimiento obrero se conoce con el nombre de societarismo.

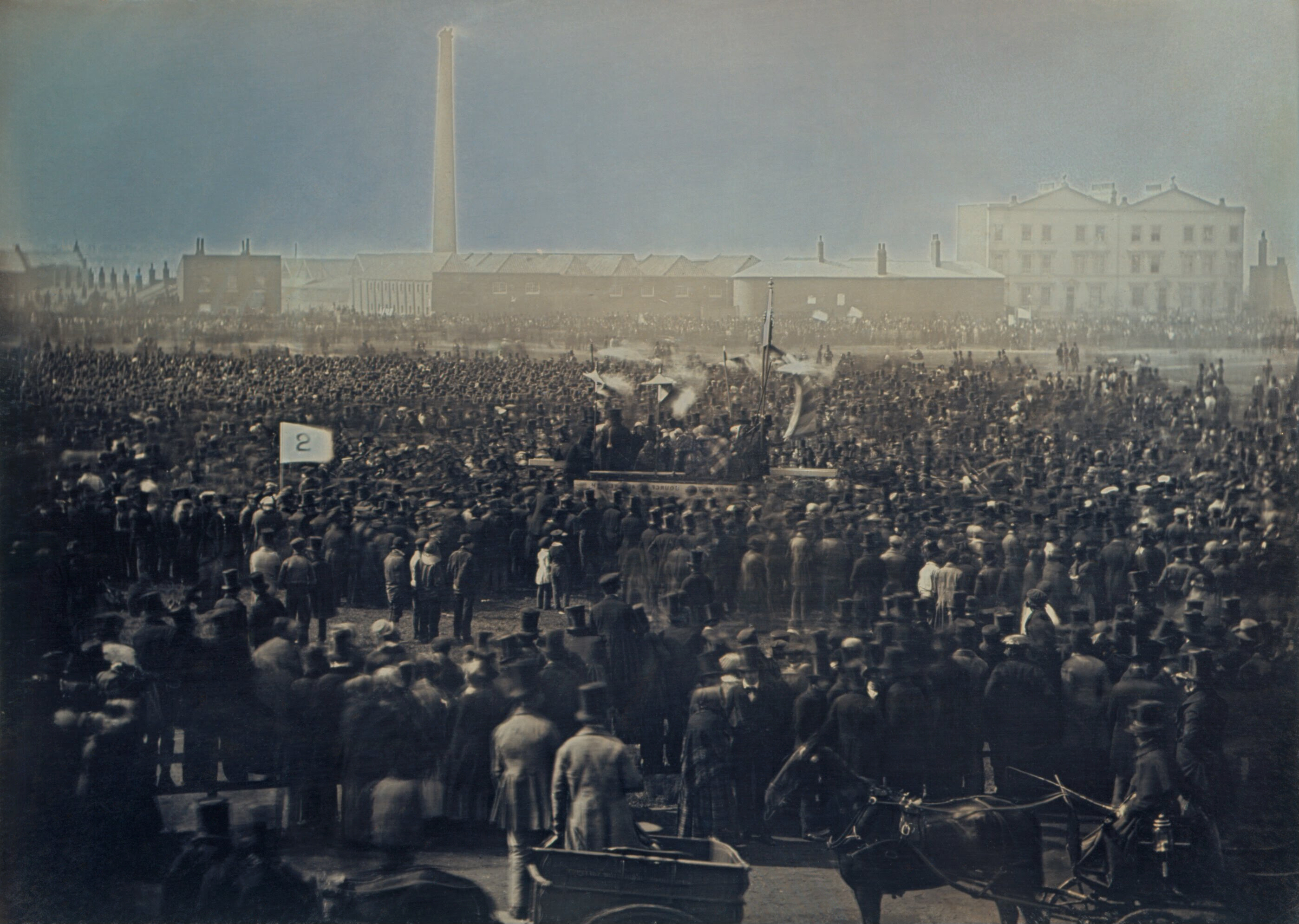
Reunión cartista en Kennington Common en 1848.

Mientras París, Lyon e Irlanda eran testigos de levantamientos obreros agudizados por la grave crisis económica del momento, en Inglaterra se abolía la esclavitud, proceso que llevó de 1833 a 1838. En junio de 1836 la Asociación de Trabajadores de Inglaterra elaboró la Carta del Pueblo, exigiendo el voto universal y secreto. Se los conoció como los cartistas.
Durante algunos años el movimiento de los trabajadores recibió la influencia de diversos ideólogos que se ocuparon de estudiar e investigar la situación de los trabajadores, entre ellos estaban Friedrich Engels, que escribió La situación de la clase obrera en Inglaterra, basándose en los datos y la convivencia con el movimiento “cartista”.
A partir de la década de 1840, los alemanes Karl Marx y Friedrich Engels se instalan en Inglaterra y darán origen a un particular pensamiento obrero, el marxismo, o socialismo científico, que será seguido en todo el mundo. Contemporáneamente el ruso Mijaíl Bakunin y el francés Pierre-Joseph Proudhon, sientan las bases de anarquismo.
En 1848 se extienden por toda Europa una serie de movimientos revolucionarios que tienen especial importancia en Inglaterra y Francia; en ellos se hacen exigencias tanto de carácter político como social, proponiendo la protección de los intereses de los trabajadores y el derecho al trabajo. A esos movimientos se refieren Marx y Engels en el Manifiesto Comunista, publicado ese mismo año:

Un fantasma recorre Europa, el fantasma del comunismo. Todas las fuerzas de la vieja Europa se han unido en santa cruzada para acosar a este fantasma...

En los años 1850 el movimiento sindical se extiende por Europa y se crean sindicatos en Portugal, Bélgica y Alemania.

### Los años de La Internacional
En 1864, se creó en Londres la Asociación Internacional de Trabajadores (AIT), La Internacional, primera central sindical mundial de la clase obrera. Ese mismo año se reconoce en Francia el derecho a la huelga como uno de los derechos fundamentales del individuo.
En Inglaterra se funda el Trade Union Congress (TUC), primera asociación de obreros que puede recibir propiamente el nombre de sindicato, ya que las personas afiliadas a él son defendidas y representadas desde la organización. Este sindicato pervive en la actualidad con más de seis millones de afiliados.
En 1867 Bélgica se pone a la cabeza de Europa en materia social y numerosos derechos, entre ellos el de huelga, son reconocidos.
En 1871 surge la Comuna de París, levantamiento obrero en pro de los derechos sociales; sólo dura un par de meses por la intervención del ejército.
En 1872, durante el V Congreso de la AIT se produce la escisión entre marxistas y bakuninistas, en lo que será la primera gran división entre los representantes de los trabajadores. Durante el mismo, año, además, se reconocen los sindicatos obreros en Francia. Es en Lyon precisamente donde en 1886 se crea la Federación Nacional de Sindicatos y grupos cooperativos (FNS), antecedente de la CGT francesa y del sindicalismo revolucionario.
En 1875 se sustituyen de la legislación inglesa los términos «amo» y «siervo» para ser sustituidos por «patrón» y «obrero», siendo el primer país en adoptar este cambio.
En 1884 se reconocen los sindicatos obreros en Francia. Es en Lyon precisamente donde en 1886 se crea la Federación Nacional de Sindicatos y grupos cooperativos (FNS).

### La Segunda Internacional. Finales delsigloXIX
En 1889 se fundó la Segunda Internacional, cuyo primer congreso se celebra en París el 14 de julio. Este congreso declara al 1º de mayo como Día Internacional de los Trabajadores, en conmemoración de los 5 huelguistas ejecutados en mayo de 1886 en Chicago. Desde entonces ha sido un día de movilización global sincronizada de los trabajadores del mundo. Además, adoptan la reivindicación de la jornada de ocho horas.
En 1895 la FNS francesa se transforma en la Conféderation Genérale du Travail (CGT).
En 1899 se firma en Suecia el primer pacto social entre empresarios y sindicatos.
Desde fines del siglo XIX, en la medida que se fue conquistando el voto universal y secreto, y la posibilidad de que representantes de los trabajadores y partidos obreros accedieran a los parlamentos e incluso obtener el triunfo electoral en un país, el movimiento obrero toma características nacionales. En este sentido la clase obrera de cada país tiene su propia historia sindical.

### Inicios delsigloXX
En 1901 se constituye en Copenhague la Secretaría Internacional de Sindicatos, con participación de asociaciones de Alemania, Bélgica, Gran Bretaña, Finlandia y Suecia.
En 1906 mientras la CGT francesa aprueba en Amiens su Carta Magna, en Italia se crea su primer sindicato: la Confederación General del Trabajo (CGdL) y en Países Bajos la Federación Neerlandesa de Sindicatos.
El taylorismo gana fuerza en estos albores del siglo XX y es en 1911 cuando F. W. Taylor publica su Gestión científica; la aplicación generalizada de los métodos propuestos por Taylor supondrán un profundo cambio en el modelo productivo y en la organización del trabajo: estamos ante la Segunda Revolución Industrial.
En 1917 se produce la Revolución rusa, que establece el primer estado obrero de la historia, y un poderoso impacto en el movimiento obrero mundial.
En 1919 se crea la Organización Internacional del Trabajo, uno de los organismos internacionales más antiguos del mundo, gobernado en forma tripartita por gobiernos, sindicatos y empleadores.
En el siglo XX los sindicatos de todo el mundo tendieron a abandonar la antigua organización sindical por oficio, para generalizar el sindicato por rama de actividad.

## Sindicalismo moderno
En el siglo XX los sindicatos tendieron a dividirse internacionalmente en tres grandes corrientes mundiales:
- Los comunistas, organizados en la Federación Sindical Mundial (FSM);
- Los socialdemócratas, organizados en la Confederación Internacional de Organizaciones Sindicales Libres (CIOSL);
- Los cristianos, organizados en la Confederación Mundial del Trabajo (CMT).

Existen sindicatos no organizados con las corrientes mayoritarias, al ser organizaciones de carácter más independiente. Algunos —como los sindicatos libertarios— se coordinan con otros sindicatos y organizaciones sociales, como Solidaridad Internacional Libertaria o la Asociación Internacional de los Trabajadores (AIT).
Según lo establecido anteriormente la realización de las premisas de los estudios de estos dirigentes cumple un rol en la formación del sistema de cuadros que corresponde a las necesidades del continuo desarrollo de distintas formas de actividad, de igual manera facilita la creación que cumplen los deberes del sindicato en la actividad de formación y de propaganda, pero obstaculizando la apreciación de la importancia que implica el proceso de reestructuración y de modernización de las formas de acción en el inicio general de las actitudes, esto conduce hacia un relanzamiento específico de este movimiento hacia todos los sectores implicados.

## Clases de sindicatos

### Sindicato de gremio u oficio
Es el formado por trabajadores que ejercen una misma profesión, arte, oficio o especialidad.
Históricamente, el sindicato gremial, fue la primera forma de sindicación. Agrupa a los trabajadores por oficio o profesionales, independientemente de la empresa o lugar donde prestan sus servicios; lo que interesa es que todos los trabajadores que concurran a formarlo, desempeñan o conozcan el mismo oficio o profesión; para el caso, que todos sean zapateros, carpinteros, sastres, etc.
Algunos autores y corrientes critican esta modalidad sosteniendo que no permite unir adecuadamente a los trabajadores. El sindicato por oficio predominó en las primeras décadas del sindicalismo y luego fue postergado por el sindicato de industria. Sin perjuicio de ello, en distintos países e incluso a nivel internacional, varios colectivos han optado por continuar organizados sindicalmente mediante sindicatos de oficio, como sucede con los periodistas, docentes, pilotos de líneas aéreas, etc.

### Sindicato de empresa
Es el formado por trabajadores que prestan sus servicios en una misma empresa, establecimiento o institución oficial autónoma.
En el Sindicato de Empresa basta que una persona tenga en dicha empresa categoría de trabajador, para que pueda asociarse con los demás trabajadores; lo que interesa, es el lugar o local donde se prestan el servicio, sin hacer referencia a ninguna profesionalidad o tecnicismo.
El Sindicato de Empresa tiene alcances mayores que el de gremio, ya que en aquel pueden participar trabajadores de distintos oficios o profesiones.
El Sindicato de Empresa evita los convenientes del gremial: persigue ante todo, la unión de todos los trabajadores, pues piensa que por encima de los intereses profesionales, se encuentran los intereses del hombre que labora. El Sindicato de Empresa convierte así, en protector de los intereses de todos los trabajadores, convencido de que solo a través de una situación de tipo general, se logra el beneficio para todos los obreros, respondiendo en forma amplia, al concepto de Justicia.
El término «empresa» tiene un significado eminentemente económico. La consecuencia del capital y el trabajo es lo que constituye la empresa.
En algunas legislaciones se hizo extensiva la formación de sindicatos de empresa a las instituciones autónomas. Las instituciones oficiales autónomas son organismos descentralizados del estado, a fin Decreto Legislativo prestar servicios públicos a la comunidad, pero, existe control de parte de estado, en el aspecto patrimonial de dichas instituciones.
Varias legislaciones distinguen entre empresa y establecimiento. En algunos modelos sindicales, como en Chile, es habitual que se organicen sindicatos por establecimiento, pudiendo por lo tanto formarse varios sindicatos dentro de una misma empresa.

### Sindicato de industria, actividad o rama
Es el formado por trabajadores pertenecientes a empresas dedicadas a una misma actividad industrial, comercial, de servicios social y demás equiparable. (Art. 209 inc. 2° del Código de Trabajo)
Hemos visto que el sindicato de gremio, agrupa a los trabajadores de la misma profesión, arte, oficio o especialidad, cualquiera que sea la empresa o lugar donde labore: también sabemos, que el sindicato de Empresa de mayores alcances que el gremial, ya no le interesa el profesionalismo o tecnicismo; sino que por contrario se circunscriben a todos los trabajadores de una determinada empresa.
El sindicato de empresa, de gremio; pero aísla a los obreros de cada negociación, es decir de cada empresa.
El Sindicato de Empresa persigue los beneficios de una comunidad cerrada; el industrial tiene una visión más amplia interesándole los beneficios de una parte o sección de la clase trabajadora y tiene, la facilidad de convertirse en una agrupación a nivel nacional, por lo que, la forma de Sindicato Industrial, tiene un grado más avanzado en la unión de los trabajadores.
El Sindicato de Industria si bien es cierto, que tiene sus ventajas sobre el de gremio y entre el de Empresa, también tiene sus desventajas ya que, respetando el principio de las mayorías, pueden imponerse condiciones de trabajo en una determinada empresa, aún en contra del consentimiento de los trabajadores que presten sus servicios en dicha empresa; esto siempre en beneficio del trabajador y nunca en perjuicio de él.
El Sindicato de Industria, fue contemplado inicialmente en la Ley de Sindicatos de 1951.
Por industria, se entiende, según diccionario enciclopédico “serie de conjunto de operaciones que tienen como finalidad inmediata la producción o sea la transformación de las materias primas, procedentes en último término de la naturaleza, en productos útiles al hombre, con lo que se logra la circulación el fomento de la riqueza y el nivel de la economía.

### Sindicato de empresas varias o interempresa
Formado por trabajadores de dos o más empresas vecinas, cada una de las cuales tenga un número de trabajadores inferior a veinticinco y que estos no pudieren formar parte de un sindicato de gremio o de industria.

### Sindicato independiente
Constituido por trabajadores empleados por cuenta propia y que no empleen a ningún trabajador asalariado, excepto de manera ocasional.

### Unión
La unión es el nombre que lleva en Argentina el sindicato generalmente nacional, que afilia directamente a los trabajadores de su ámbito de actuación (primer grado). Se diferencia de la federación sindical de rama u oficio, por el hecho de que esta última es una organización de segundo grado y por lo tanto no afilia trabajadores sino sólo sindicatos de primer grado.

### Federación de rama u oficio
La federación sindical de rama u oficio es un tipo de organización sindical de segundo grado, que reúne a varios sindicatos locales (primer grado). Dentro de un país puede ser de carácter regional o nacional.
Internacionalmente existen federaciones sectoriales de carácter regional o global, que reúnen a sindicatos o federaciones nacionales.

### Central sindical nacional
La central sindical es la organización que agrupa a los sindicatos y federaciones sectoriales de un país. Puede tomar la forma de una federación, afiliando sindicatos y federaciones, o de un sindicato, permitiendo también la afiliación directa de trabajadores.

### Sindicato global
A nivel mundial se han formado sindicatos o federaciones globales que agrupan a los sindicatos o federaciones nacionales sectoriales.

### Central sindical mundial
Las centrales nacionales se agrupan en dos centrales o federaciones mundiales, la Confederación Sindical Internacional y la Federación Sindical Mundial.

### Organización sindical regional
En algunos casos las centrales nacionales forman organizaciones regionales, como la Confederación Europea de Sindicatos (CES) o la Coordinadora de Centrales Sindicales del Cono Sur (CCSCS).

## Sindicatos de patronos
En algunos países (Brasil, El Salvador, etc.) también se denomina "sindicato" a las organizaciones patronales, sujetándolas a las mismas reglas generales que a los sindicatos de trabajadores.
En la legislación laboral salvadoreña, por ejemplo, los patronos pueden constituir sindicatos de gremio o de industria y no así, de Empresa.
Asimismo es de aclarar que el sindicato de patronos en la legislación salvadoreña es una especie de persona jurídica propia del derecho laboral por lo que una Asociación patronal no necesariamente será un sindicato patronal.

## Globalización
A fines del siglo XX, en la globalización, el movimiento obrero comienza a restablecer el protagonismo del sindicalismo internacional y empiezan a verse fusiones entre las diversas corrientes para establecer organizaciones sindicales únicas, como sucede en el caso de la Confederación Europea de Sindicatos (CES).
El 1 de noviembre de 2006 la CIOSL y la CMT se in existieron para fusionarse junto con varias federaciones independientes en la nueva Confederación Sindical Internacional (CSI), que reconoce 168 millones de afiliados en todo el mundo.

## Lista de movimientos obreros
- Movimiento obrero argentino
- Sindicatos de Bolivia
- Sindicatos de Ecuador
- Sindicatos de España
- Sindicatos de Estados Unidos
- Sindicatos de Chile
- Sindicatos de Colombia
- Sindicatos de Costa Rica
- Sindicatos de Honduras
- Sindicatos de México
- Sindicatos de Perú
- Sindicatos de Uruguay

Las condiciones de trabajo obligaron a la unificación de los trabajadores en sociedades mutualistas y hermandades tales como:
- El Gran Círculo de Obreros (GCO), su origen se remonta a la década de 1860 y su primera directiva se nombró en septiembre de 1872
- 1876 Gran Confederación de Asociaciones de Trabajadores de los Estados Unidos mexicanos.
- 1879 Gran Círculo Nacional de Obreros de México.
- 1880 Gran Confederación de los trabajadores Mexicanos.
- 1890 Orden Suprema de Empleados Ferrocarrileros Mexicanos, Unión de Mecánicos Mexicana, la Sociedad de Hermanos Caldereros, la Gran Liga de Empleados de Ferrocarril y otras más.
- 1920 Se constituye la Confederación de Sociedades Ferrocarrileras.
- 1911 Confederación tipográfica de México.
- 1912 Departamento del Trabajo, se establece la Casa del Obrero Mundial
- 1916 Se forma el organismo sindical obrero denominado Confederación del Trabajo de la Región Mexicana (CTRM).
- 1917 Se acuerda llevar a cabo un congreso obrero para formar una organización nacional
- 1918 Surge la CROM (Confederación Regional Obrera Mexicana), la cual tiene nexos con la American Federation Of Labor (AFL)